# Hearts (album, Lenny)
Hearts je debutové studiové album zpěvačky Lenny. Vydané bylo 9. září 2016 vydavatelstvím Universal Music Group a obsahuje 13 autorských skladeb, z toho čtyři singly. Krátce po svém uvedení na trh se umístilo na první příčce nejprodávanějších alb v Česku.

## Seznam skladeb
Autorkou většiny textů je sama Lenny, píseň „Lover“ složila s Italkou Federicou Giallombardosvou, spolužačkou z Anglie. Hudba vznikala většinou společně s Ondřejem Fiedlerem, který celé album produkoval, v koprodukci s Borisem Weberem. Jediná skladba, kde je výhradním autorem zpěvačka, je „My Love“. Album vyšlo v digitální podobě, na CD a vinylové desce.
| Pořadí         | Název                                     | Délka |
| -------------- | ----------------------------------------- | ----- |
| 1.             | Lover                                     | 2:49  |
| 2.             | Bones                                     | 4:03  |
| 3.             | Standing at the Corner of Your Heart      | 3:14  |
| 4.             | Interlude: My Love                        | 0:32  |
| 5.             | My Love                                   | 2:15  |
| 6.             | Stranger (In This World)                  | 3:31  |
| 7.             | Release Me                                | 3:58  |
| 8.             | FUN.                                      | 2:40  |
| 9.             | Alive Enough?                             | 3:30  |
| 10.            | Ghosts                                    | 3:44  |
| 11.            | Hell.o                                    | 2:49  |
| 12.            | Hearts                                    | 3:30  |
| 13.            | Hladina (ft. Kenny Rough & Paulie Garand) | 4:09  |
| Celková délka: | Celková délka:                            | 40:44 |

## Úspěch a kritika
Album si u hudebních kritiků získalo velmi pozitivní ohlasy. Lukáš Boček ve své recenzi pro Aktuálně.cz albu vytkl poslední skladbu „Hladina“, která jako „nápodoba zahraničních vzorů, které momentálně s oblibou spojují rap a výrazný popový refrén, mezi ostatními písničkami trochu nechtěně trčí“, přičemž dodal, že „Hearts má až na zmiňovanou poslední výjimku všechny atributy kvalitní desky. Je pestrá, nechybí jí nadhled, nebojí se posluchače bavit.“ Jaroslav Špulák pro Novinky.cz pochválil, že už se Lenny tolik nesnaží zdůraznit svůj chraplák a vyzdvihl návyky, které si osvojila v Anglii: „Patrné je to například ve zvuku desky, který nevykazuje prvky rádiové podbízivosti. Je v podstatě dost nezávislý, přitom členitý, a to i s ohledem na prvky, které se v něm objevují jen párkrát. Každý přitom má opodstatnění a se skladbami souzní.“ Josef Martínek pro iREPORT.cz zdůraznil zejména rozmanitost žánrů, které celé album provází. Musicserver.cz album ohodnotil jako nejlepší domácí desku roku 2016.
Krátce po svém vydání se umístilo na první příčce nejprodávanějších alb v Česku, kde se udrželo dva týdny. V roce 2016 bylo album nominováno na Cenu Apollo a cenu Anděl, z čehož cenu Anděl v kategorii Album roku vyhrálo.

## Turné
V rámci klubového turné Hearts Tour 2016, které se konala od 30. září do 30. října, se Lenny představila celkem v osmi českých městech, Liberci, Ostravě, Brně, Olomouci, Plzni, Pardubicích, Českých Budějovicích a Praze. Lenny doprovázeli producent Ondřej Fiedler (kytara a baskytara) a Adam Vychodil (bubeník), jako předskokan vystupoval Jakub Ondra. Hlavním cílem turné, jak sama zpěvačka uvedla, byla podpora alba.
Kvůli úspěchu předchozího turné, zpěvačka v prosinci 2016 oznámila jeho pokračování. To, jako Hearts Tour 2017, zahájila 3. března a zakončila 25. března. Ve stejném složení jako v roce 2016 vystoupila v Karlových Varech, Brně, Hranici, Zlíně, Velkém Meziříčí, Kladně, Pardubicích, Liberci, Klatovech a Táboře. Předskokana opět dělal Jakub Ondra a v Brně se 8. března jako speciální host představil Paulie Garand, se kterým Lenny nazpívala duet „Hladina“.